# 백조자리
백조자리(Cygnus [sɪɡnəs])는 북쪽 하늘의 별자리로, 고니자리로도 불린다. 남십자성에 대응해 '북십자성'('北十字星')이라고도 한다. 동아시아의 별자리로는, 은하수의 나루터를 뜻하는 천진(天津) 별자리가 백조 날개 부분에 자리 잡고 있다.

## 특징
은하수 위에 날개를 펼친 백조의 모습으로, 크기도 비교적 큰 편이어서 밝은 별이 많다.

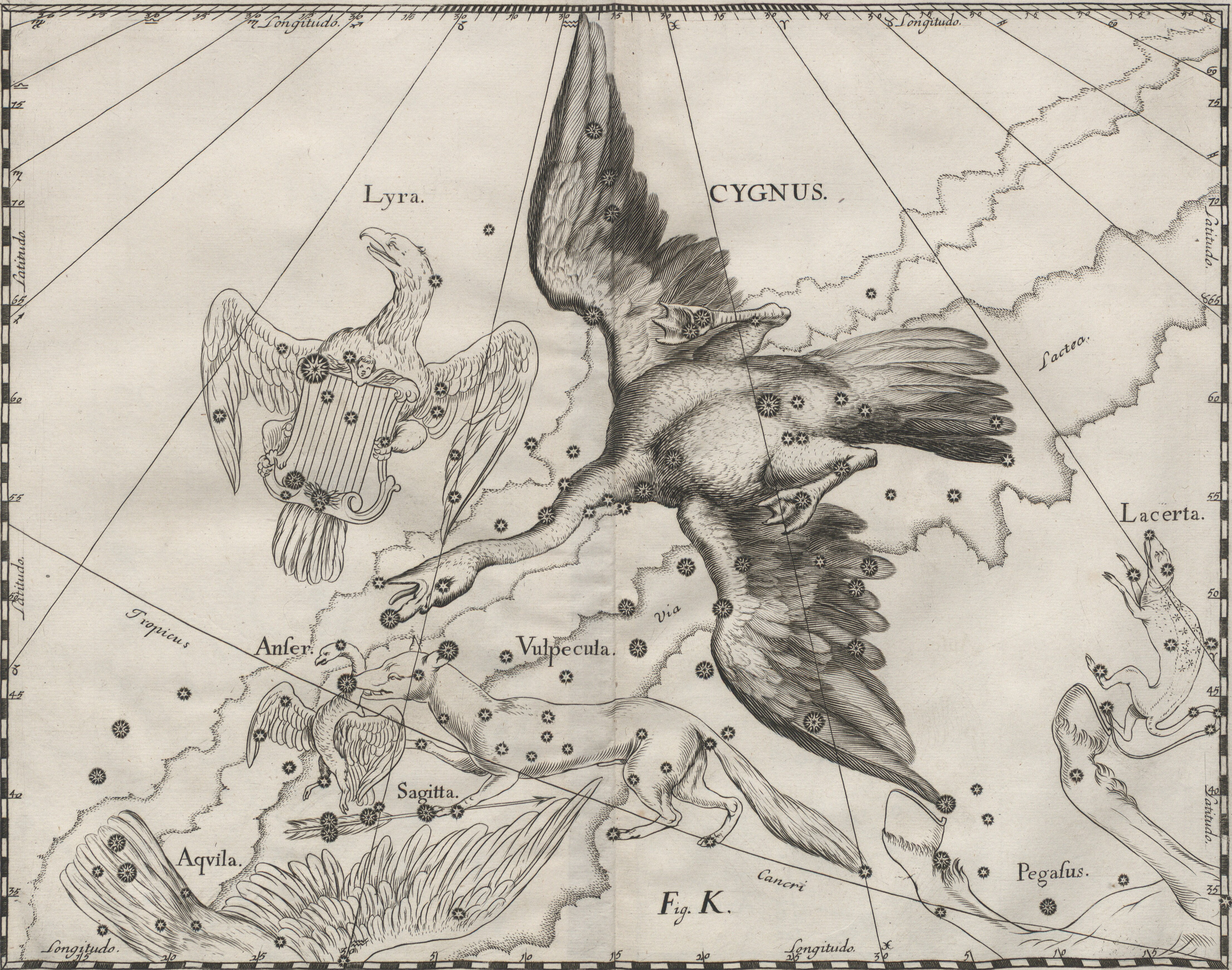
헤벨리우스 성도(1690년)의 백조자리

- 데네브(Deneb, α Cygni): 매우 밝은 별로, 3,230 광년이나 떨어져 있음에도 매우 눈에 띈다. 청색초거성인 이 별은 백조의 꼬리가 되며, 북십자의 윗쪽 끝이 된다. 또한, '여름의 대삼각형'의 한 끝을 이룬다.

- 백조자리NML: 적색 극대거성이며, 우리 은하에서 관측 사상 반지름이 두 번째로 큰 항성이다.

- 알비레오(Albireo, β Cygni): 백조의 부리가 된다. 이 별은 꽤 아름다운 이중성으로, 금색의 별과 동반성인 푸른 별은 작은 망원경으로 보면 쉽게 구분할 수 있다.

- 백조자리 61: 1938년, 이 별은 고유운동 값이 가장 크다고 알려져 있었는데, 이는 이 별이 태양계에 가장 가까운 증거로 생각되었다. 이 별은 11.4광년 떨어져 있으며, 태양계에 가까운 별들 중 하나이다.

- 백조자리 16 B: 이 별은 태양계 외부의 행성계이며, 1개의 목성보다 1.5배 큰 행성이 확인되어 있다.

- HD 188753 A: HD 188753 Ab라 불리는 태양계 외부의 행성을 갖고 있다. 이는 3중성 중에서는 처음 발견된 행성이다.

- 백조자리 P: 변광성으로, 우리은하에서 가장 밝은 별에 속한다.

- 백조자리 X-1: X-레이의 발생원으로, 가장 유력한 블랙홀 후보이며, 백조자리는 많은 변광성을 갖고 있다. 여기에는 백조자리 XX, 백조자리 V508 등이 포함된다.,......

## 별과 천체

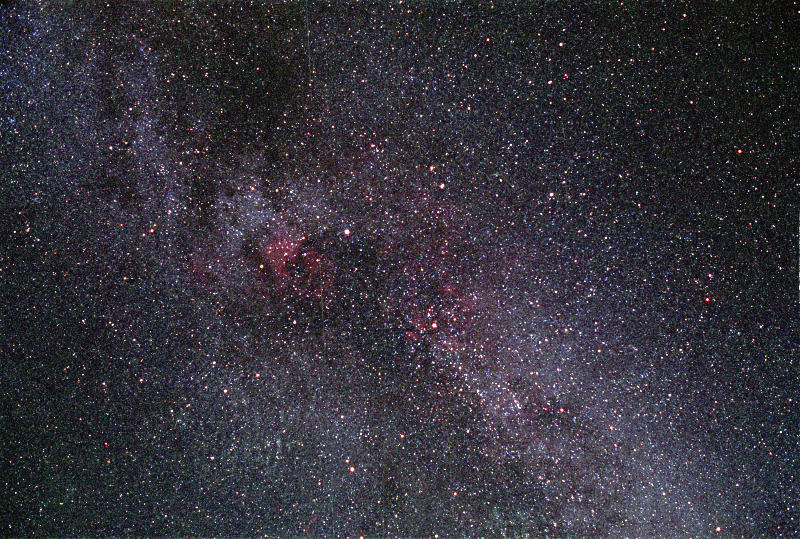
백조자리의 사진. 은하수의 모양에 주의한다.

백조자리에서는 여러 개의 성단과 성운을 찾을 수 있는데, 이는, 별자리가 은하수에 놓여 있기 때문이다. 북아메리카 성운(NGC 7000)은 데네브의 약간 동쪽에 놓여 있다. 이 성운은 북아메리카 대륙과 닮아서 사진에 종종 담긴다. 펠리칸 성운(IC 5070)이 가까이 있다.
백조자리 엡실론의 남쪽에는 망상(Veil) 성운(NGC 6960, 6962, 6979, 6992, 6995)이 있는데, 이들은 옛날 초신성의 잔해로, 하늘의 약 3도를 덮고 있다.
또한, 초승달 성운(Crescent Nebula; NGC 6888)이 백조자리 감마성과 에타성 사이에 놓여 있는데, 이 성운은 울프-라이에 별인 HD 192163에 의해 생성된 것이다.
불꽃 은하(firework Galaxy; NGC 6946)에서는 다른 어떤 은하보다 많은 초신성들이 관측되었다.
아령 성운(Dumbbell Nebula;M27)은 유명한 행성상성운들 중 하나이다.

## 역사
백조자리는 프톨레마이오스의 48개 별자리 중 하나였다.

## 신화
그리스 신화에는 백조자리에 관련된 여러 가지 신화가 전하여지는데, 그 중 가장 잘 알려진 것은, 제우스가 백조로 변신한 모습이라는 것이다. 제우스는 스파르타의 왕비 레다를 사랑하여, 백조로 변하여 접근하였다. 백조가 사라진 후, 레다는 2개의 알을 낳아 한 알에서는 헬레네와 클리타임네스트 여자아이 둘이 나오고 다른 한 알에서는 폴리데우케스와 카스토르 남자아이 둘이 태어났다고 한다. 이 아이들 중 헬레네와 카스트로는 제우스의 자식이고 클리타임네스트와 폴리데우케스는 레다의 남편이자 스파르타의 왕 틴다레오스의 자식이다.

## 같이 보기
- 염소자리
- 양자리
- 남십자자리
- 쌍둥이자리
- 남십자성
- 달걀 성운
- 알비렉스 니가타